# 김지연 (펜싱 선수)
김지연(金智妍, 1988년 3월 12일~)은 대한민국의 펜싱 선수로 주 종목은 사브르이다. 2012년 하계 올림픽 여자 사브르 개인전 종목에서 금메달을 획득했으며, 2020년 하계 올림픽 여자 사브르 단체전에서 동메달을 획득했다.

## 경력
부산 해운대구 출신이다. 재송여자중학교 재학 당시 펜싱을 시작하였는데 당초 종목은 플뢰레였다. 그러나 성장이 더디게 되면서 고등학생 때부터 코치의 권유로 사브르로 종목을 전향하게 되었다. 
2009년 22세의 나이로 꿈꾸던 국가대표가 됐지만 기량이 출중한 선배들과 동료들에 밀려 2010년 아시안 게임 출전이 좌절됐고, 2010년 아시안 게임이 끝난 뒤 신인 발굴을 위한 국가대표 선발전에서도 또다시 탈락하는 불운을 맛봤다. 그러나 그를 눈여겨본 당시 펜싱 대표팀 총감독이자 여자 사브르 감독이기도 한 김용율이 추천 선수로 김지연을 대표팀에 합류 시키면서 대표팀의 일원이 되었다.
2012년 런던에서 열린 2012년 하계 올림픽 여자 사브르 종목으로 출전해서 금메달을 획득하였다. 준결승에서 세계 최강의 선수인 매리얼 재거니스를 만나 5-12로 패색이 짙던 상황을 1실점만 허용하고 10득점을 몰아쳐 15-13으로 역전하여 결승에 진출하였으며, 결승전에서 세계 랭킹 2위의 소피야 벨리카야를 맞아 15-9로 승리하여 금메달을 목에 걸었다. 이 금메달은 대한민국 여자 펜싱 역사상 처음
으로 나온 금메달이다.
2013년 카잔에서 열린 2013년 하계 유니버시아드에서 개인전 은메달, 단체전 금메달을 차지하였다. 8월 헝가리 부다페스트에서 열린 2013년 세계 선수권 대회에서 사브르 개인 동메달을 차지하였다.

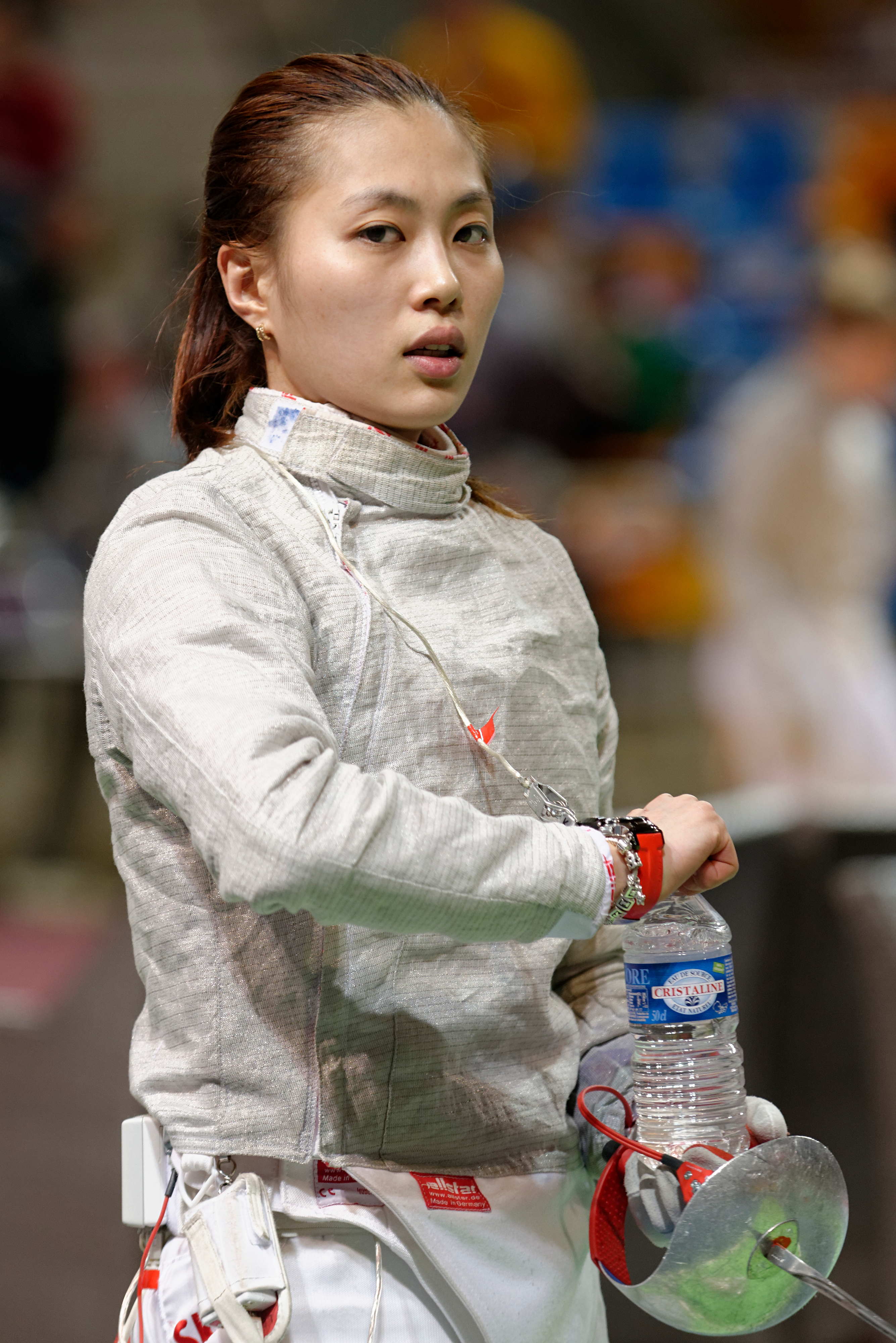
2014년 오를레앙 펜싱 그랑프리 당시의 김지연

2020년 하계 올림픽(※2021년에 열림)에 참가, 펜싱 여자 사브르 단체전에서 동메달을 획득하였다.

## 수상

### 수훈
- 체육훈장 청룡장(2023년 10월 31일)

## 학력
- 재송초등학교
- 재송여자중학교
- 부산디자인고등학교
- 원광대학교 스포츠건강관리학과